# Geislingen (Zollernalb)
Geislingen (pronunciación en alemán: /ˈɡaɪ̯slɪŋən/ⓘ) es un municipio situado en el distrito de Zollernalb, en el estado federado de Baden-Wurtemberg (Alemania), con una población a finales de 2016 de unos 5919 habitantes.
Se encuentra ubicado en el centro del estado, en la región de Tubinga, entre los ríos Neckar —un afluente derecho del Rin—, al norte, y Danubio, al sur.